# Souljacker part I
Souljacker Part 1 är en låt och singelskiva av Eels. Singeln släpptes i flera versioner världen över år 2001 med olika omslag.

## Låtlista

### CD-utgåva 1
1. Souljacker Part 1
2. I Write the B-sides
3. Can't Help Falling in Love
4. Souljacker Part 1 (video)

### CD-utgåva 2
1. Souljacker Part 1
2. Jennifes Eccles
3. My Beloved Monstrosity
4. My Beloved Spider (dolt spår)

### 7"-vinyl

#### Sida A
1. Souljacker Part 1

#### Sida B
1. I Write the B-sides

### Tysk cd-utgåva
1. Friendly Ghost
2. Dog Faced Boy
3. Souljacker Part 1
4. Fresh Feeling